# 395 (szám)
A 395 (római számmal: CCCXCV) egy természetes szám, félprím, az 5 és a 79 szorzata.

## A szám a matematikában
A tízes számrendszerbeli 395-ös a kettes számrendszerben 110001011, a nyolcas számrendszerben 613, a tizenhatos számrendszerben 18B alakban írható fel.
A 395 páratlan szám, összetett szám, azon belül félprím, kanonikus alakban az 51 · 791 szorzattal, normálalakban a 3,95 · 102 szorzattal írható fel. Négy osztója van a természetes számok halmazán, ezek növekvő sorrendben: 1, 5, 79 és 395.
A 395 négyzete 156 025, köbe 61 629 875, négyzetgyöke 19,87461, köbgyöke 7,33723, reciproka 0,0025316. A 395 egység sugarú kör kerülete 2481,8582 egység, területe 490 166,99378 területegység; a 395 egység sugarú gömb térfogata 258 154 616,7 térfogategység.